# Haydn Morgan
Pour les articles homonymes, voir Morgan.
Pas d'image ? Cliquez ici

a Compétitions nationales et continentales officielles uniquement.

b Matchs officiels uniquement.
Haydn John Morgan, né le 30 juillet 1936 à Oakdale et mort le 20 juillet 2018 à Monmouth, est un joueur britannique de rugby à XV qui a joué avec l'équipe du pays de Galles, évoluant au poste de troisième ligne aile. 

## Biographie
Haydn Morgan joue en club avec le Oakdale RFC, le Trinant RFC et le Abertillery RFC. Il connaît également quatorze sélection avec les Barbarians de 1957 à 1964. Il dispute son premier test match le 18 janvier 1958 contre l'équipe d'Angleterre et son dernier test match contre l'équipe d'Australie le 3 décembre 1966. Il dispute quatre test matchs avec les Lions britanniques en 1959 (en Nouvelle-Zélande) et 1962 (en Afrique du Sud) .

## Palmarès
- Vainqueur du Tournoi des Cinq Nations en 1965 et 1966

## Statistiques en équipe nationale
- 27 sélections en équipe nationale
- 9 points (3 essais)
- Sélections par année : 4 en 1958, 2 1959, 1 en 1960, 4 en 1961, 4 en 1962, 3 en 1963, 4 en 1965, 5 en 1966
- Tournois des Cinq Nations disputés : 1958, 1959, 1960, 1961, 1962, 1963, 1965, 1966